# Brendan Clarke-Smith
Brendan Clarke-Smith, né le 17 août 1980 à Clifton, est un homme politique du Parti conservateur britannique et un ancien enseignant.
Il est député de Bassetlaw de 2019 à 2024,.

## Jeunesse et carrière
Clarke-Smith est né à Clifton, Nottingham en 1980. Il grandit dans un logement social à Nottingham et est le premier membre de sa famille à aller à l'université, étudiant la politique à l'Université de Nottingham Trent et obtenant un PGCE en éducation religieuse. Il devient enseignant et plus tard directeur d'une école internationale en Roumanie.

## Carrière politique
Clarke-Smith se présente sans succès dans le quartier sud de Clifton pour le parti conservateur aux élections locales de 2011 pour le conseil municipal de Nottingham. Il est l'un des candidats du Parti conservateur aux élections Élections européennes de 2014 et 2019 dans la Circonscription des East Midlands mais n'est pas élu. Clarke-Smith fait campagne pour quitter l'UE lors du référendum de 2016 sur l'UE et est membre de la campagne Vote Leave. En mai 2019, Clarke-Smith est élu pour Boughton et Walesby comme conseiller au conseil du district de Newark & Sherwood.
Il est choisi comme candidat du parti conservateur pour Bassetlaw lors des élections de décembre 2019, le député sortant, John Mann ne se représentant pas. La circonscription bascule d'une majorité travailliste de 4 852 voix à une majorité conservatrice de 14 013 voix. C'est la première fois que Bassetlaw est représenté par un parti autre que le Parti travailliste depuis l'élection de Malcolm MacDonald en 1929. Lors de son élection, Clarke-Smith déclare que ses trois principales priorités sont de réaliser le Brexit, d'améliorer l'hôpital Bassetlaw et d'attirer plus d'argent pour les centres-villes de Retford et Worksop.
En décembre 2019, Clarke-Smith est l'un des nouveaux membres du groupe de recherche européen eurosceptique.
Brendan Clarke-Smith est nommé vice-président du Parti conservateur le 28 novembre 2023. Il démissionne le 16 janvier 2024 afin de voter pour un amendement sur le projet de loi sur la sécurité du Rwanda (asile et immigration). L'amendement, proposé par Bill Cash, « qui garantirait que le droit britannique et international ne puisse pas être utilisé pour empêcher ou retarder le renvoi d'une personne vers le Rwanda ».

## Vie privée
Clarke-Smith vit dans le village d'Edwinstowe, dans la circonscription parlementaire de Sherwood, avec son épouse roumaine, qui est médecin à l'hôpital Bassetlaw. Ils ont un fils.